# Dietrich Osmer
Dietrich Osmer (* 18. Januar 1883 in Hastedt; † 9. März 1944 in Bremen-Lesum) war ein deutscher Politiker und Oberbürgermeister der ostwestfälischen Stadt Herford im heutigen Nordrhein-Westfalen.

## Werdegang
Dietrich Osmer war von 1907 an Vorstandsmitglied im Deutschen Metallarbeiter-Verband. Dessen Geschäftsstelle in Rathenow leitete er als Sekretär von 1911 an. Bevor Osmer am 11. Juli 1919 zum 2. Bürgermeister der Stadt Herford gewählt wurde, hatte er noch von 1917 an das Amt des Wohlfahrtsamtsvorstehers in Nowawes inne. 1922 wurde er zum Oberbürgermeister der Stadt Herford gewählt und blieb bis zu seiner Pensionierung wegen Dienstunfähigkeit am 31. März 1928 in diesem Amt. Sein Ruhegehalt wurde ihm am 1. Mai 1933 nach der nationalsozialistischen Machtübernahme entzogen. Rechtsgrundlage für diese Maßnahme war § 2 des Gesetzes zur Wiederherstellung des Berufsbeamtentums.